# Gonomyia (Leiponeura) horrifica
Gonomyia (Leiponeura) horrifica is een tweevleugelige uit de familie steltmuggen (Limoniidae). De soort komt voor in het Oriëntaals gebied.